# Eburia brunneicomis
Eburia brunneicomis är en skalbaggsart som beskrevs av Chemsak och Linsley 1973. Eburia brunneicomis ingår i släktet Eburia och familjen långhorningar.
Artens utbredningsområde är:
- Belize.
- Guatemala.

Inga underarter finns listade i Catalogue of Life.